# Saddle Up
Saddle Up är det enda albumet av den tyska rockgruppen First Arsch.

## Låtlista
1. Train
2. Priest in love
3. SKA(T)
4. In the name of Love
5. Crowded house
6. Preagnant
7. AHA-ha
8. Superstition
9. Saddle Up
10. O-cult
11. Moder Blues
12. Come together
13. Hip Hop Flop
14. Chicken steps
15. Big Dong (für Saskia S.)